# Club Voleibol Logroño
Le Club Voleibol Logroño, ou anciennement Club Voleibol Murillo, était un club espagnol de volley-ball fondé en 2004 et basé à Logroño.

## Historique
À l'issue de la saison 2013-2014, le club qui était basé à Murillo de Río Leza déménage à Logroño. Son nom passe alors de Club Voleibol Murillo à Club Voleibol Logroño.

## Palmarès
- Championnat d'Espagne
  - Vainqueur : 2014[2]2015[3]2016[4]2017[5]2018[6]2019.
  - Finaliste : 2013.
- Copa de la Reina
  - Vainqueur : 2014[7]2015[8]2016[9]2018[10]2019, 2020.
  - Finaliste : 2012, 2013, 2017[11]
- Supercoupe d'Espagne
  - Vainqueur : 2013, 2014[12]2015[13]2017, 2018, 2019.
  - Finaliste : 2016[14]

## Effectifs

### Saison 2014-2015
Entraîneur :  Manuel Berenguel